# 吉尔吉斯斯坦饮食

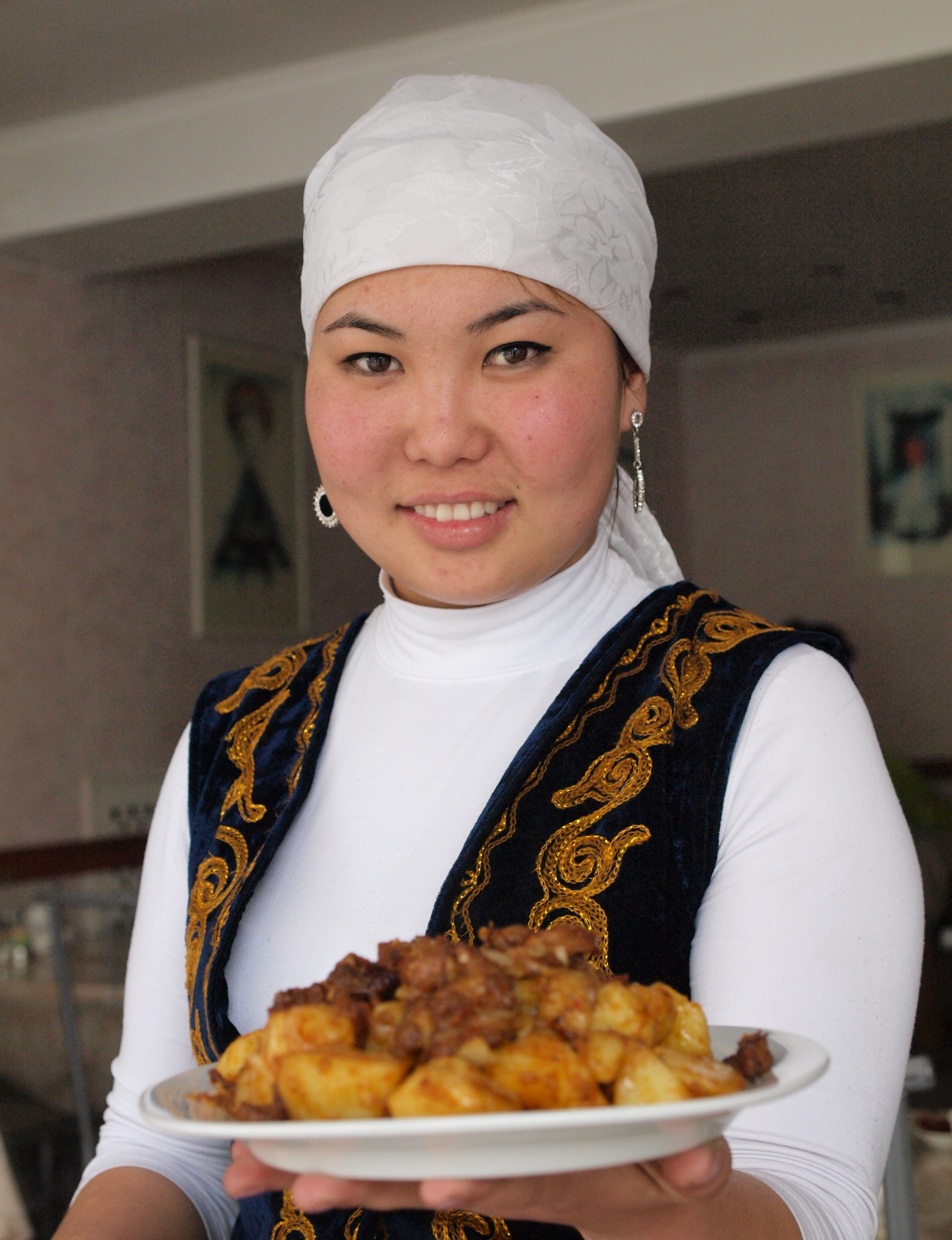
一名穿着民族服装的吉尔吉斯妇女在比什凯克递送一道吉尔吉斯菜。

吉尔吉斯斯坦饮食与周边国家饮食相近，尤其类似哈萨克斯坦饮食。吉尔吉斯人占据吉尔吉斯斯坦人口的大多数，此外吉尔吉斯斯坦还有维吾尔人、俄罗斯人、东干人等少数民族。吉尔吉斯人的饮食通常使用马肉和羊肉，反映了其长期游牧生活的影响。主要菜肴包括别什巴尔马克、手抓饭，马奶酒是主要饮料之一。